# Bulgarian International 1986
Die Bulgarian International 1986 im Badminton fand vom 12. bis zum 14. Dezember 1986 in Pasardschik statt.  Es war die 3. Auflage des Turniers.

## Medaillengewinner
| Disziplin    | Gold                        | Silber                               | Bronze                           |
| ------------ | --------------------------- | ------------------------------------ | -------------------------------- |
| Herreneinzel | Heinz Fischer               | Thomas Kirkegaard                    | Jon Holst-Christensen            |
| Herreneinzel | Heinz Fischer               | Thomas Kirkegaard                    | Klaus Fischer                    |
| Dameneinzel  | Helle Andersen              | Susanne Pedersen                     | Diana Koleva                     |
| Dameneinzel  | Helle Andersen              | Susanne Pedersen                     | Monika Cassens                   |
| Herrendoppel | Thomas Lund Max Gandrup     | Jon Holst-Christensen Finn S. Jensen | Kai Abraham Thomas Mundt         |
| Herrendoppel | Thomas Lund Max Gandrup     | Jon Holst-Christensen Finn S. Jensen | Klaus Fischer Heinz Fischer      |
| Damendoppel  | Susanne Pedersen Tanja Berg | Helle Andersen Trine Sørensen        | Monika Cassens Petra Michalowsky |
| Damendoppel  | Susanne Pedersen Tanja Berg | Helle Andersen Trine Sørensen        | Andrea Papp Judit Fejes          |
| Mixed        | Thomas Mundt Monika Cassens | Kai Abraham Petra Michalowsky        | Thomas Kirkegaard Diana Koleva   |
| Mixed        | Thomas Mundt Monika Cassens | Kai Abraham Petra Michalowsky        | Finn S. Jensen Susanne Pedersen  |

## Finalresultate
| Disziplin    | Sieger                      | Finalist                             | Ergebnis         |
| ------------ | --------------------------- | ------------------------------------ | ---------------- |
| Herreneinzel | Heinz Fischer               | Thomas Kirkegaard                    | 15–12, 15–11     |
| Dameneinzel  | Helle Andersen              | Susanne Pedersen                     | 5–11, 11–5, 11–3 |
| Herrendoppel | Thomas Lund Max Gandrup     | Jon Holst-Christensen Finn S. Jensen | 15–3, 15–12      |
| Damendoppel  | Susanne Pedersen Tanja Berg | Helle Andersen Trine Sørensen        | 15–6, 15–6       |
| Mixed        | Thomas Mundt Monika Cassens | Kai Abraham Petra Michalowsky        | 15–6, 15–5       |